# Neuenkirchen (powiat Stade)
Neuenkirchen (dolnoniem. Neekark) – gmina w Niemczech, w kraju związkowym Dolna Saksonia, w powiecie Stade, wchodzi w skład gminy zbiorowej Lühe.